# John Baskerville
John Baskerville (28. ledna 1706 Wolverley – 8. ledna 1775 Birmingham) byl anglický typograf, tiskař a obchodník. Byl inovátorem knihtisku a podstatně ovlivnil anglickou typografii a úroveň tištěných publikací. Jeho nejznámější písmo Baskerville bylo zdigitalizováno a stále je oblíbené a používané.

## Životopis
John Baskerville se narodil v Sion Hill ve vesnici Wolverley, blízko města Kidderminster v hrabství Worcestershire v Anglii. V roce 1726 se přestěhoval do Birminghamu, kde se vyučil v krasopisu a kaligrafii. Živil se výukou psaní a vedení účetnictví. Své služby nabízel také jako kameník a rytec monumentálních nápisů (jedna jeho kamenná deska se dochovala v birminghamské knihovně). Poté začal po vzoru Johna Taylora, obchodovat s lakovanými předměty, které napodobovaly japonskou techniku nazývanou japaning (údajně zjistil tajemství výroby od Johna Taylora tím, že ho sledoval při pochůzkách ve městě a pořizoval suroviny pro výrobu na stejných místech a od stejných dodavatelů jako on). Svůj obchod měl v domě č. 22 v ulici Moor Street a brzy si vydělal značné jmění, což mu v roce 1745 umožnilo přestěhovat se z centra na menší panství v severozápadním okraji města. Zde si postavil dům, který pojmenoval Easy Hill. Ten se stal jeho domovem i dílnou a po jeho smrti i místem odpočinku (Easy Hill shořel během birminghamských nepokojů v roce 1791). Basherville byl členem Královské společnosti umění, řemesel a obchodu a společník některých členů klubu vzdělanců Lunar Society v Birminghamu. Jeho přítelem a obdivovatelem jeho práce byl i americký politik a tiskař Benjamin Franklin. Baskerville byl také přítelem londýnského knihkupce, spisovatele a vydavatele Roberta Dodsleye, od kterého se možná nechal inspirovat nápadem na tvorbu nových písem. 

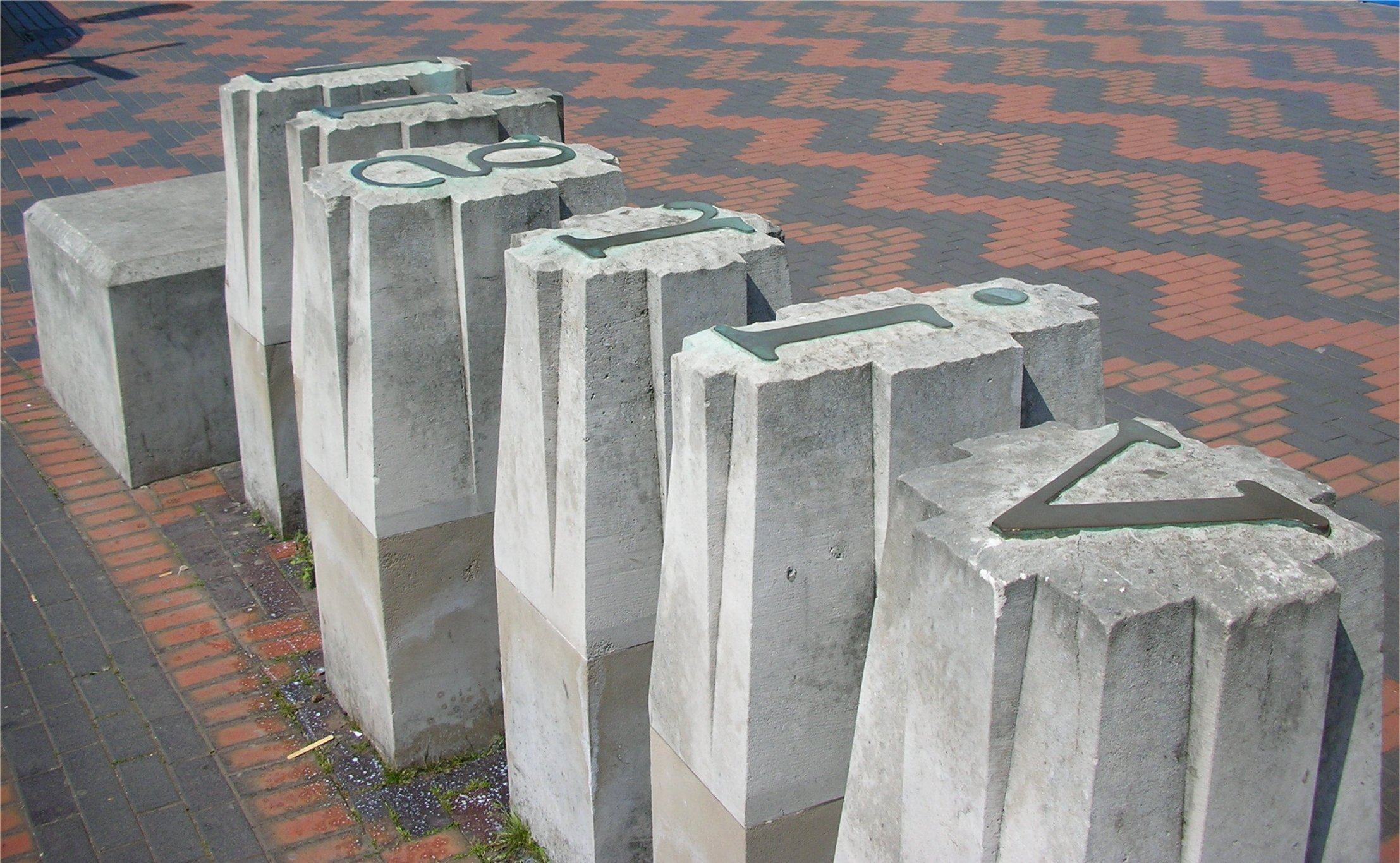
Industry and Genius – David Patten (1990)

Tiskem a typografií se začal Baskerville zaobírat kolem roku 1750. Za prvního moderního typografa je většinou považován William Caslon, jehož Baskerville uznával a respektoval. Nespokojen s dosavadní nabídkou písem Jensona a Garamonda, začal vyvíjet svůj vlastní styl, daleko jemnější a výraznější než ostatní. Zkoumal obtížnost čtení odlišných znaků a zjistil, že písma jemných tahů se daleko lépe čtou při tisku v malých velikostech – zejména v knihách. Jeho rytec John Handy měl za úkol odlišit písmo Caslona, a tak byla v roce 1756 konečně dokončena Baskervillova antikva. Co bylo unikátní na Baskervillovi, byl jeho velmi systematický přístup, který neopomíjel jediný aspekt knižní produkce – písmo, sazbu, volbu papíru i tisk, jen aby získal co nejlepší výsledek. Mezi jeho inovace patřil i nový recept na unikátní, lesklý, černý krycí inkoust. Zároveň inovoval tiskový proces používáním horkých měděných desek k vysušení inkoustu, než se stačil vpít hluboko do papíru (metoda horkého tisku). Pracoval s výrobcem papíru Jamesem Whatmanem, aby vytvořil hladší velínový papír, na kterém lépe vyniklo jeho písmo tištěné výrazným černým inkoustem. Baskerville byl také zakladatelem kompletně nového přístupu v typografii, když přidal široké okraje a jako první použil meziřádkový proklad. Nepoužíval žádné linky ani ornamenty. V kompozici stránky vyzdvihl důležitost prázdné plochy a vždy odstraňoval vše, co by mohlo narušit čitelnost. Jeho stěžejními principy byly jednoduchost, elegance a především přehlednost.

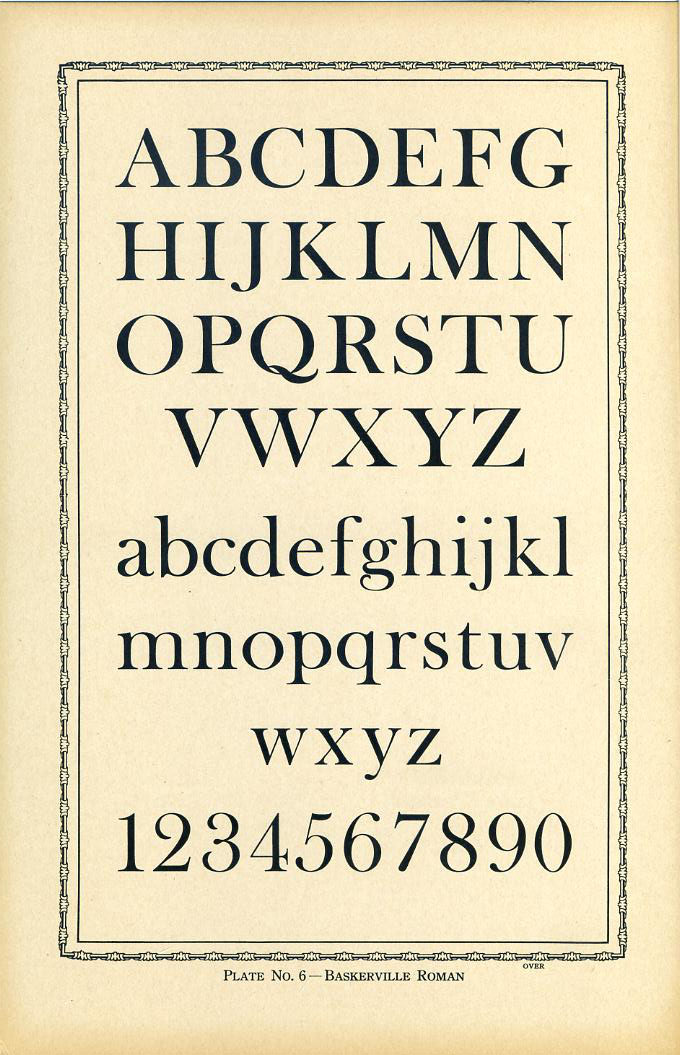
Písmo Baskerville

Perfekcionismus a zavádění inovací mu ovšem způsobilo finanční ztráty, protože kdyby své publikace úměrně nacenil, nemohla by si je veřejnost dovolit. V roce 1757 publikoval pozoruhodné čtyřdílné vydání Vergiliova básnického díla s použitím vlastního písma. Dokončení trvalo tři roky, ale ohlas byl tak velký, že byl další rok jmenován univerzitním tiskařem na Univerzitě v Cambridge. Následovalo asi 50 klasických děl, které zahrnovaly edice děl Miltona nebo Shakespeara. Jeho publikace si svou odlišností získaly značnou přízeň, ale zároveň byly i kritizovány kvůli velkému kontrastu papíru a černě tištěného písma, v němž Baskerville zvýraznil kontrast mezi silnými a slabými tahy. Pro některé bylo čtení Baskervillových knih bolestivé. Na Univerzitě v Cambridge také v roce 1763 vytiskl své mistrovské dílo – foliantovou Bibli, ačkoli byl sám přesvědčeným ateistou. V letech 1758 – 1763 pracoval kromě Bible ještě na Knize modliteb (Book of Common Prayer). Pro Oxford navrhl v roce 1758 řecké písmo. Poté další čtyři roky nic nevytiskl, dokud ho jeho rivalové v Birminghamu nevyprovokovali k další práci.
Jeho kariéra týkající se vydávání knih, pro něj zřejmě byla i zdrojem frustrace. Ne přímo proto, že z ní neměl finanční zisk, ale kvůli mnoha nepřátelům, zvláště na londýnském knižním trhu. Ti se často naváželi do jeho vzdělání, jeho nezastíraného ateismu a celkově do jeho osobnosti. Baskerville byl údajně velmi okázalá osobnost. Například po Birmingamu jezdil s párem krémově zbarvených koní v kočáru s panely lakovanými technikou japaning jeho výroby. Také žil a měl otevřený vztah se Sarah Eaves, kterou opustil její muž. Baskerville se rozhodl, že se o Sarah a její dvě děti postará, proto jí nabídl bydlení v Easy Hill. Sarah nabídku přijala zdánlivě jako hospodyně, ale vznikl mezi nimi intimní vztah. Jejich svazek ignorující konvence vyvolával nesouhlas a stával se tématem místních drbů. John Baskerville si vzal Sarah Eaves v květnu roku 1764.
Po jeho smrti v roce 1775, Baskervillova písma zakoupilo konsorcium v jehož čele stál francouzský dramatik Beaumarchais. Ten jej zakoupil, aby mohl Baskervillovým písmem nechat vytisknout Voltairovo dílo. Poté Baskervillova písma upadly v zapomnění. Ve 20. letech 20. století je obnovily nové písmolijny jako Linotype, Monotype a další. Písmolijna Emigre vydala populární obrodu Baskervillova písma v roce 1996 s názvem Mrs Eaves, pojmenovaném po Baskervillově ženě, Sarah Eaves.

### Smrt a pohřeb
John Baskerville zemřel přirozenou smrtí 8. ledna 1775. Ve své závěti, jakožto přesvědčený ateista, nechal jasné instrukce, že si přeje být pohřben v olověné rakvi v kryptě pod budovou větrného mlýna, který nechal zbudovat na své zahradě. Poté, co byl dům prodán v roce 1788 byla stavba odstraněna, ale rakev s ostatky zde zůstala až do roku 1821. Tehdy se majitel pozemku rozhodl vybudovat zde kanál, rakev s ostatky vyjmul a Baskervillovo zachovalé tělo nechal vystavit. Poté byla rakev Baskervillovou rodinou a přáteli tajně pohřbena v kryptě kostela Christ Church. Po demolici kostela v roce 1897 byla rakev znovu pohřbena v katakombách na hřbitově Warstone Lane. V roce 1963 městská rada Birminghamu obdržela petici s požadavkem, aby byly Baskervillovy pozůstatky pohřbeny v nevysvěcené půdě, jak si to sám přál.

## Pocta
Před Baskerville House na náměstí Centenary Square v Birminghamu vznikla v roce 1990 skulptura s Baskervillovým písmem jako pocta tomuto typografovi. Dílo s názvem Industry and Genius vytvořil místní umělec David Patten.

## Galerie
Ukázky Baskervillem vydaných publikací:

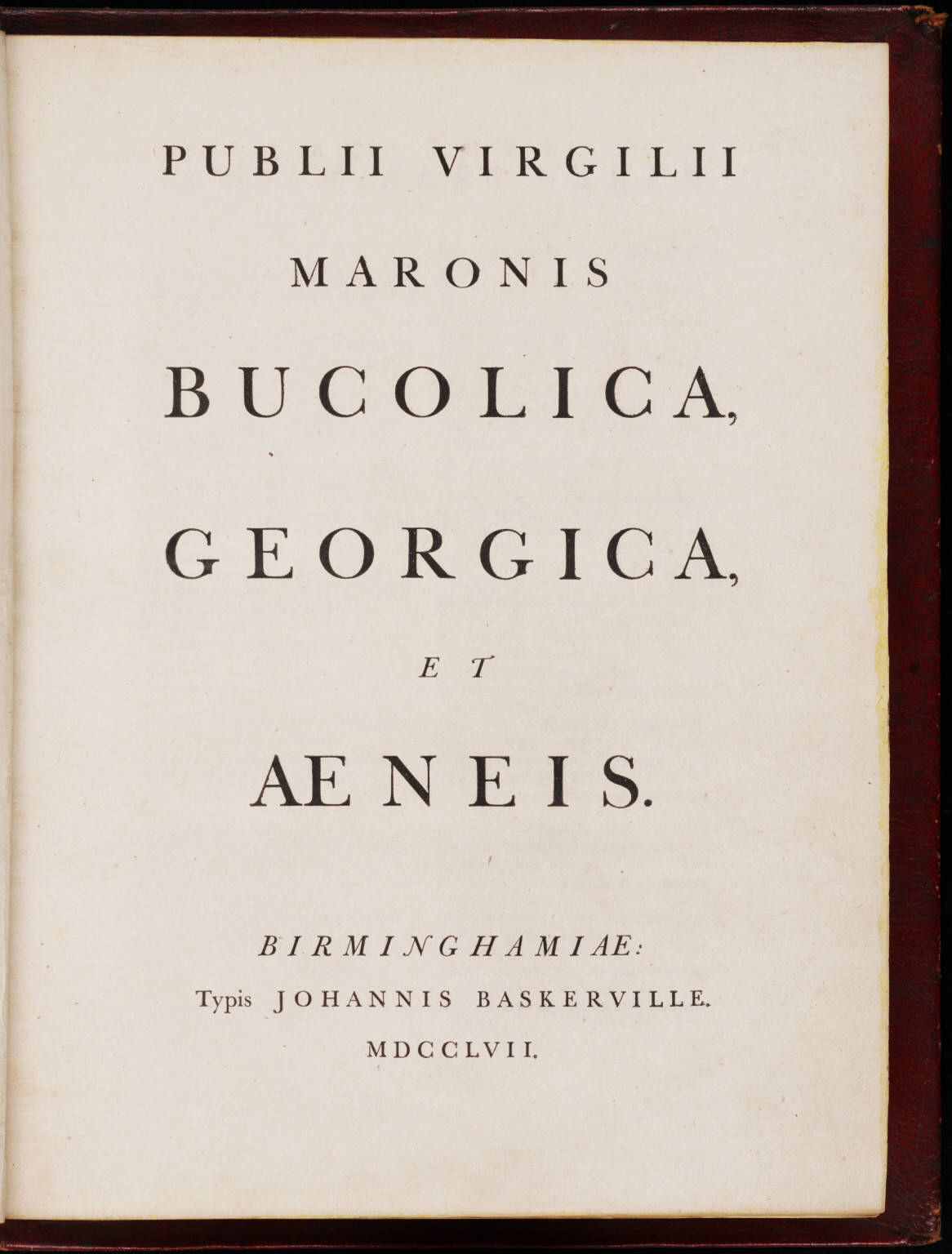
Titulní strana z roku 1757 k Vergiliově dílu.
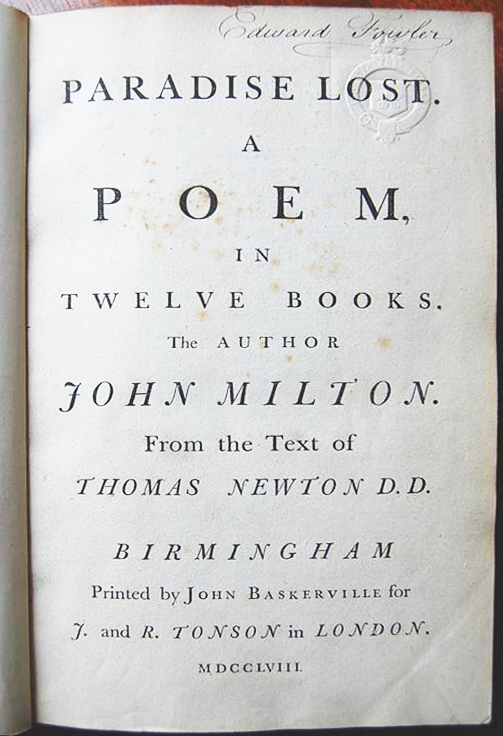
Ztracený ráj Johna Mitona (1758)
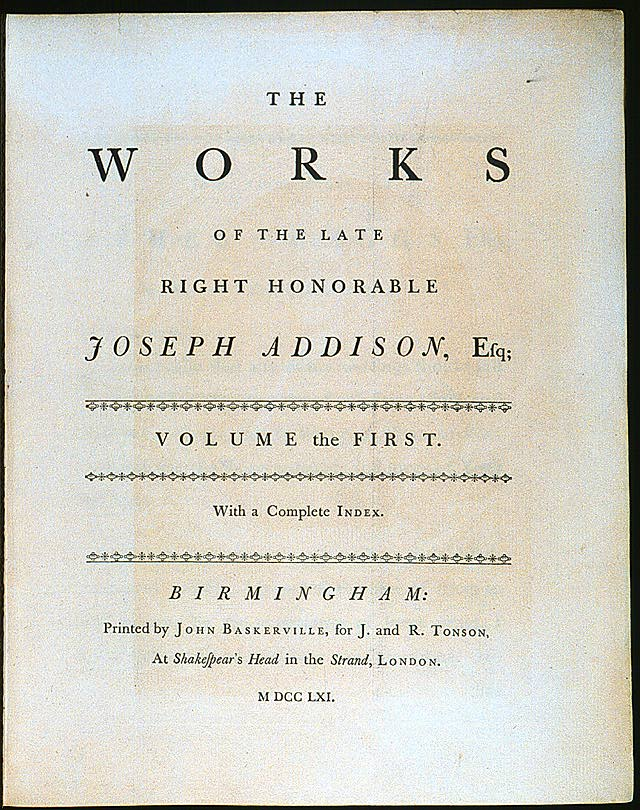
První kniha z edice Práce Josepha Addisona (1761)
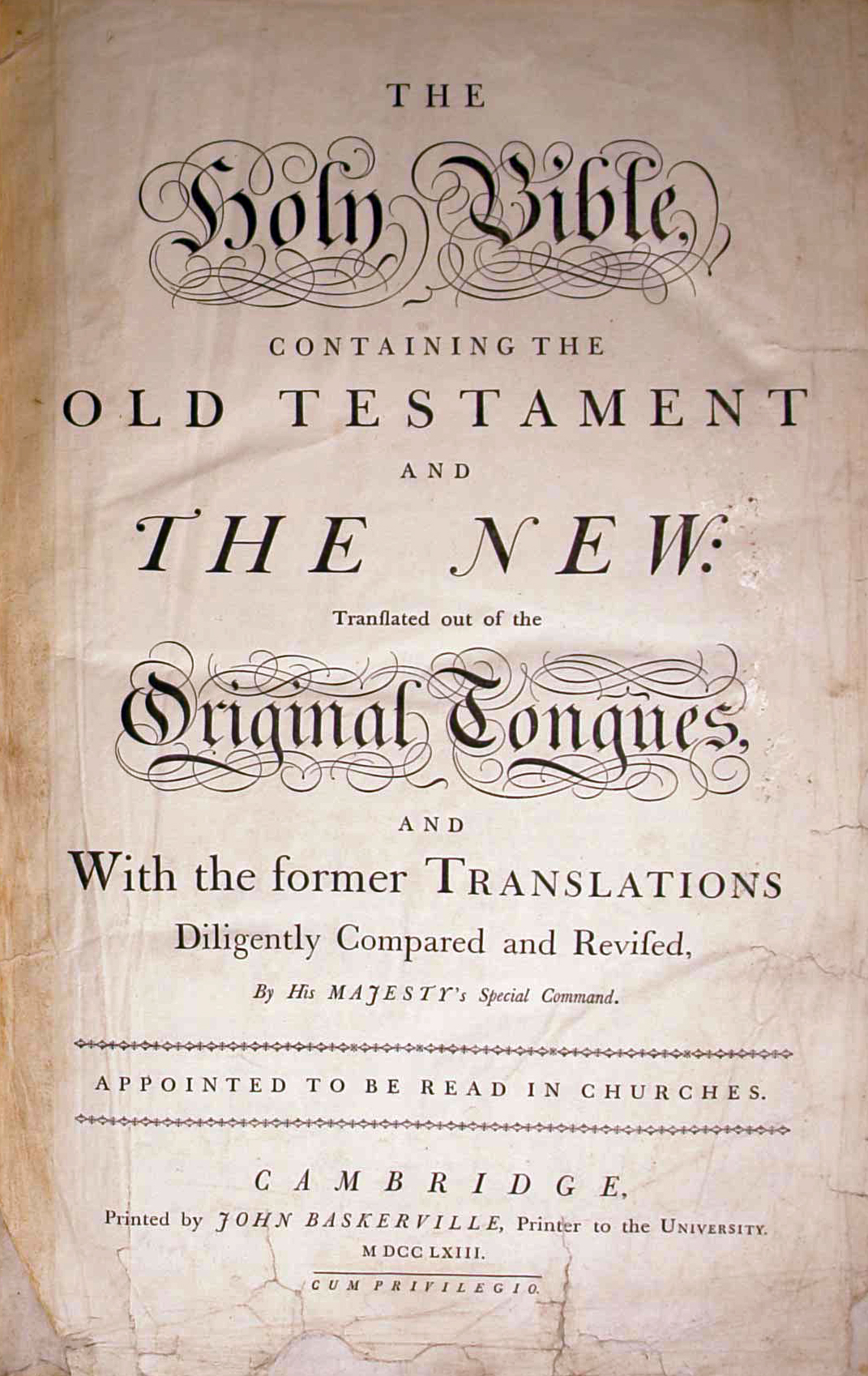
Titulní stránka Baskervillovy Bible (1763)
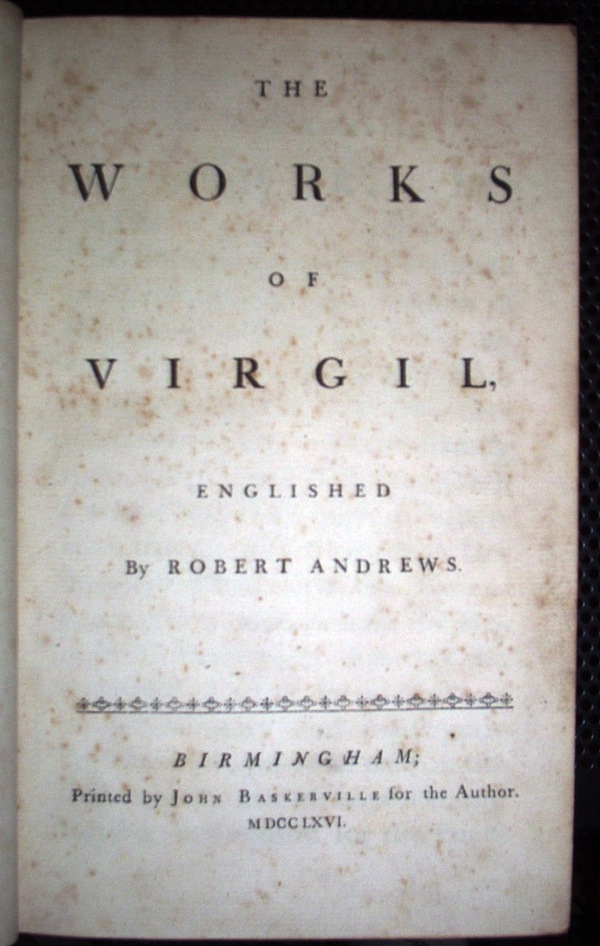
Anglický překlad Vergilia od Roberta Andrewse